# Tenedos banos
Tenedos banos là một loài nhện trong họ Zodariidae.
Loài này thuộc chi Tenedos. Tenedos banos được Rudy Jocqué & Léon Baert miêu tả năm 2002.